# Groupe Antici
Le Groupe Antici est un groupe informel du Conseil de l'Union européenne. Il prépare le travail du COREPER, dans sa formation dite « COREPER II » (au niveau des ambassadeurs, représentants permanents), compétente pour les questions les plus politiques. 
Le Groupe Antici rassemble un haut fonctionnaire issu de chacune des représentations permanentes des États membres auprès de l'UE (le «conseiller Antici »), ainsi qu'un haut fonctionnaire de la Commission européenne, un haut fonctionnaire du Secrétariat du Conseil, un haut fonctionnaire du Service européen pour l'action extérieure, et un membre du service juridique du Secrétariat du Conseil.
Il a donc un rôle équivalent à celui du Groupe Mertens pour le COREPER I.
Le groupe Antici prépare en particulier l'agenda du COREPER II. Il se réunit la veille de la réunion du Coreper et a la tâche essentielle d'identifier les sujets sensibles ou contentieux et de se faire une première idée des positions que les différentes délégations des États membres exprimeront lors de la réunion. 
Les Conseillers Antici assistent également aux Conseils européens (en salle d'écoute), peuvent être consultés par la délégation nationale, et sont seuls habilités à prendre en note les discussions, assurant ainsi le compte rendu pour chaque État membre.
Le Groupe Antici a été créé au second semestre 1975, sous présidence italienne du Conseil, et à l'initiative d'un délégué italien, Paolo Antici, qui lui a laissé son nom.